# Station Oostakker
Station Oostakker is een voormalig spoorwegstation aan spoorlijn 59 (Antwerpen - Gent) in Oostakker, een deelgemeente van de stad Gent. Het station was geopend voor reizigersvervoer van 1911 tot 1984. Na jaren van leegstand is het gebouw in 1995 gerestaureerd en in gebruik genomen als woning en commerciële ruimte.
De naam van het station werd ook geschreven als Oostacker-Lourdes vanwege de nabijgelegen bedevaartsplaats.

## Geschiedenis
Het station werd aangelegd aan een nieuwe verbindingsboog tussen de spoorlijnen 58 en 59. Het nieuwe spoor kwam op een 7 meter hoog talud te liggen teneinde de aanleg van diverse spoorwegovergangen te voorkomen. Op 1 mei 1911 werd het station geopend voor reizigersvervoer.
Station Oostakker speelde vooral een rol in de drukbezochte bedevaart naar de Basiliek van Oostakker-Lourdes, maar het was ook van belang voor forensen en schoolleerlingen. Vanaf de jaren 50 nam het reizigersvervoer echter af en op 2 juni 1984 werd station Oostakker gesloten.

## Beschrijving
Het stationsgebouw heeft de kenmerken van een plattelandsstation, met invloeden van art nouveau. De loketten en opslagruimte bevonden zich in het hoofdgebouw dat uit één verdieping bestaat. Ernaast staat de voormalige dienstwoning van het stationspersoneel, bestaande uit twee verdiepingen. In een losstaand gebouwtje waren de toiletten ondergebracht. Een tunnel verbindt de beide perrons. Voor de vele bedevaarders was er een grote trap vanaf de Lourdesstraat naar het perron richting Antwerpen. De trap had een metalen overkapping, die omstreeks 1930 overigens om veiligheidsredenen weer werd weggehaald.
Het station had een bundel van zes sporen aan de kant van Antwerpen. Daarnaast was er een spoor dat aansloot op een laad- en loskade, en we waren twee kopsporen, waarvan één zich bevond langs de goederenloods.

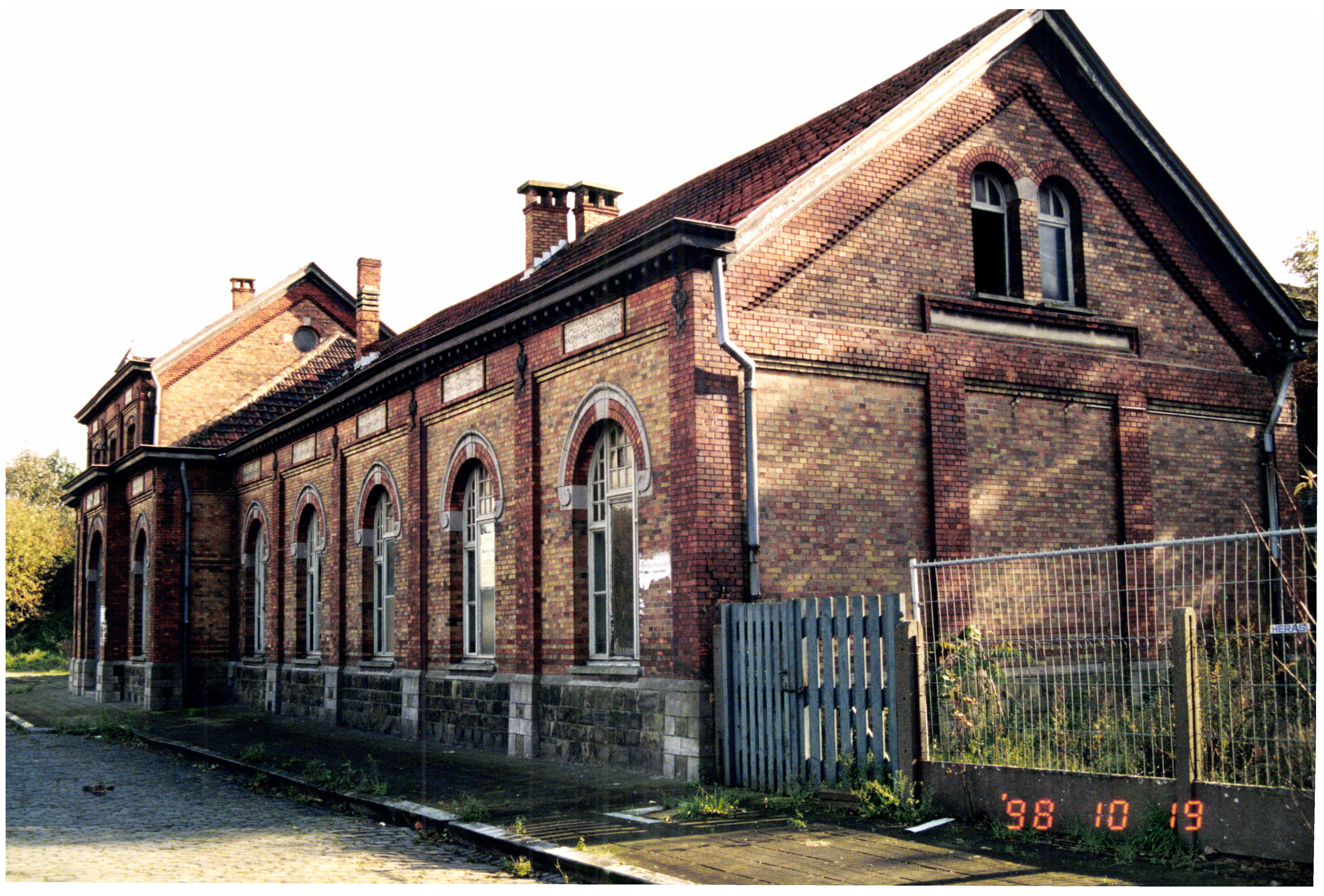
Ongerenoveerde stationsgebouw.
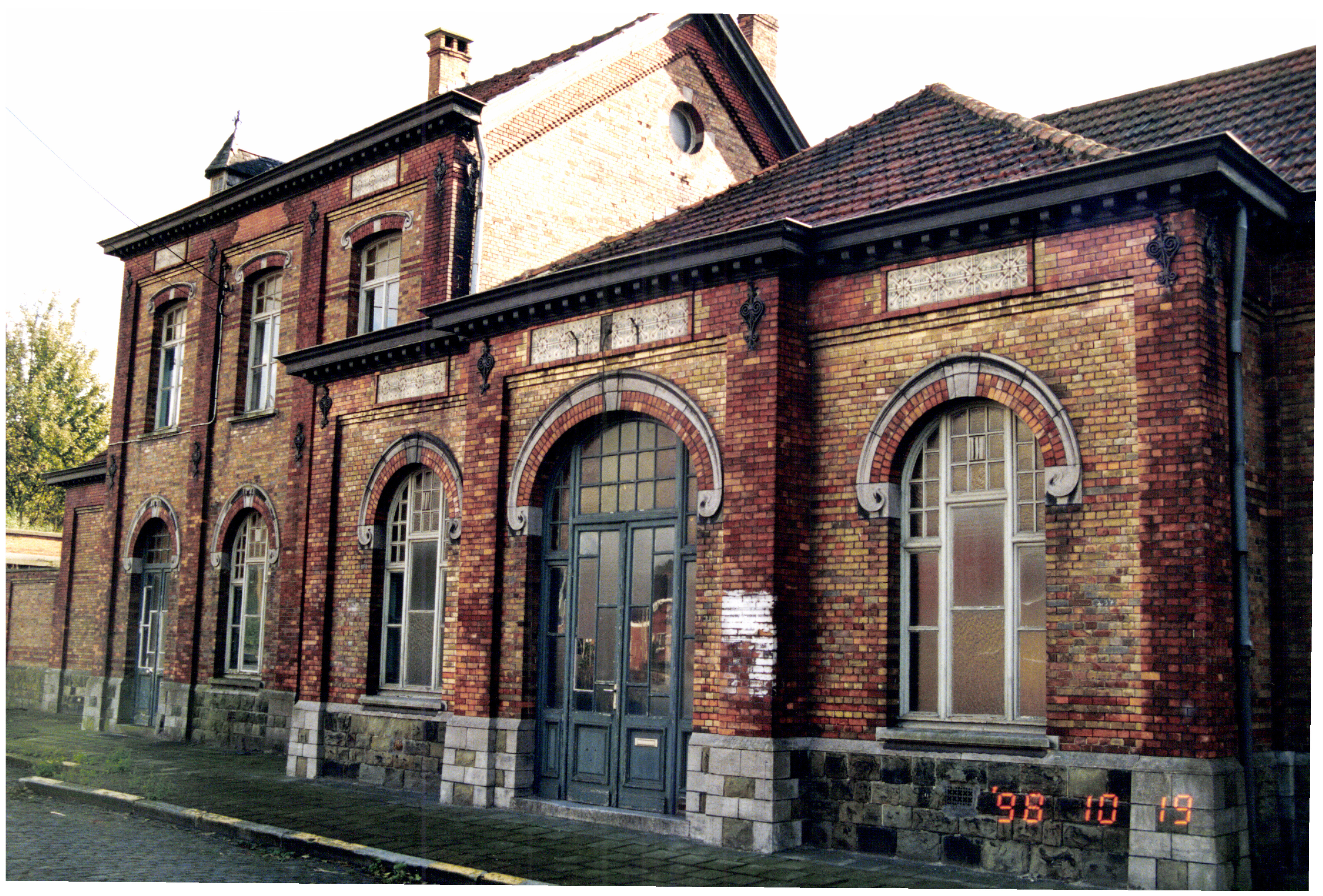
Ingang.
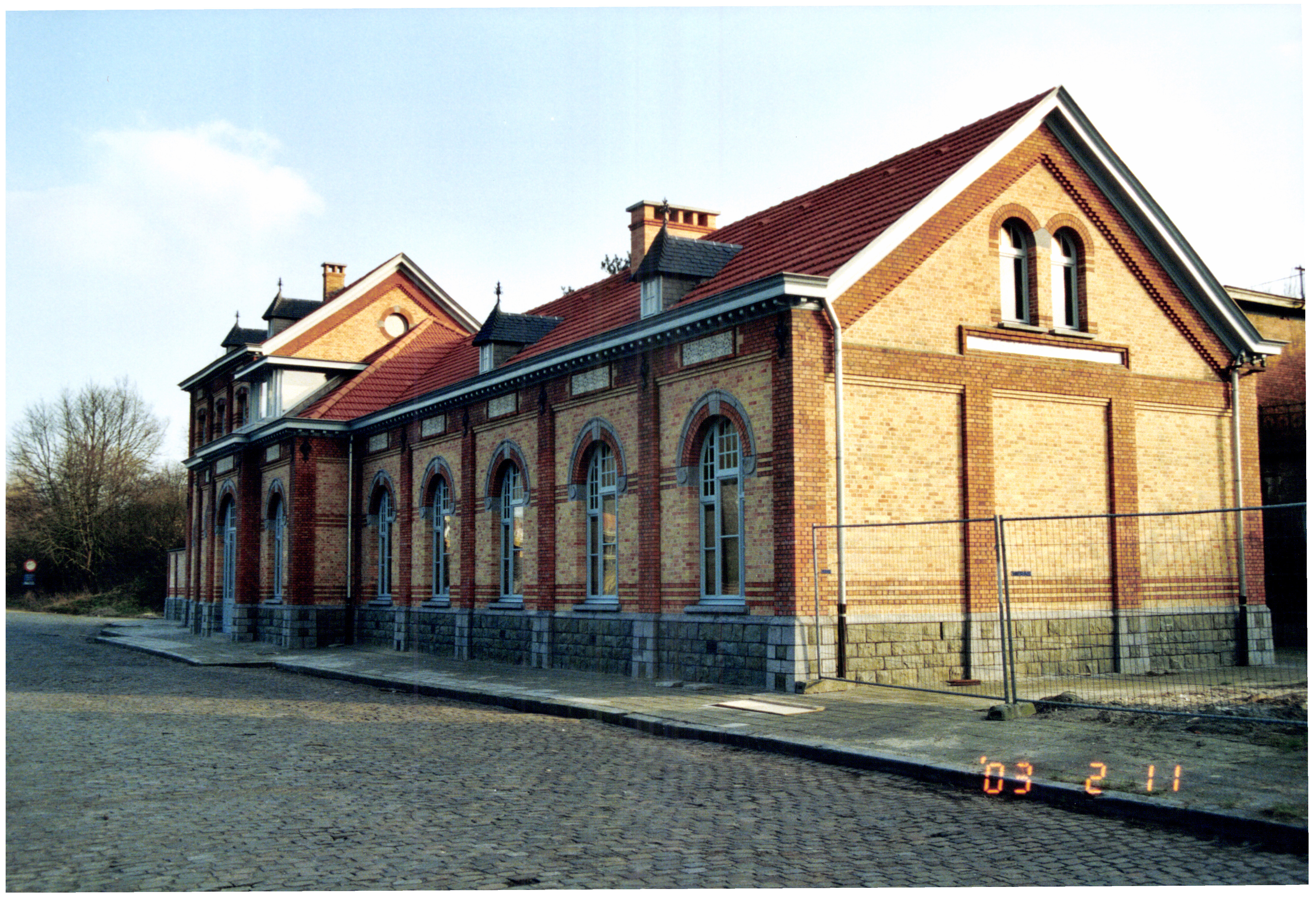
In 2005.
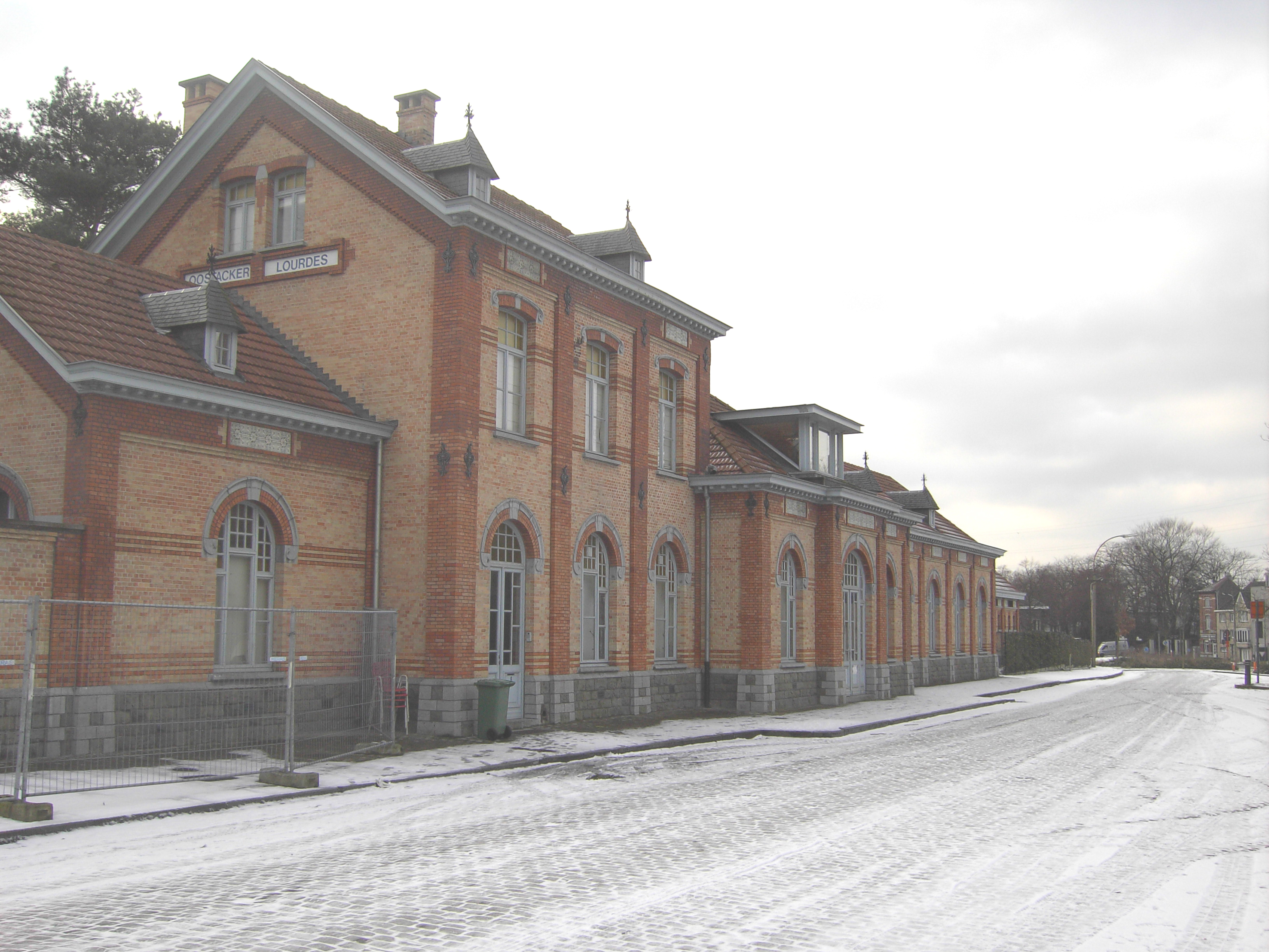
In 2009.

## Aantal instappende reizigers
De grafiek en tabel geven het gemiddeld aantal instappende reizigers weer op een week-, zater- en zondag.
| Tabel: aantal instappende reizigers station Oostakker | Tabel: aantal instappende reizigers station Oostakker | Tabel: aantal instappende reizigers station Oostakker | Tabel: aantal instappende reizigers station Oostakker |
|                                                       | Weekdag                                               | Zaterdag                                              | Zondag                                                |
| ----------------------------------------------------- | ----------------------------------------------------- | ----------------------------------------------------- | ----------------------------------------------------- |
| 1977                                                  | 132                                                   | 36                                                    | 27                                                    |
| 1978                                                  | 141                                                   | 84                                                    | 40                                                    |
| 1979                                                  | 173                                                   | 22                                                    | 21                                                    |
| 1980                                                  | 153                                                   | 9                                                     | 13                                                    |
| 1981                                                  | 227                                                   | 9                                                     | 87                                                    |
| 1982                                                  | 142                                                   | 31                                                    | 14                                                    |
| 1983                                                  | 188                                                   | 9                                                     | 8                                                     |

0,0: Antwerpen-Berchem ·
4,0: Antwerpen-Zuid ·
7,0: Antwerpen-Linkeroever ·
9,1: Zwijndrecht ·
10,1: Zwijndrecht-Fort ·
12,1: Melsele ·
14,0: Beveren ·
15,1: Haasdonk ·
18,5: Westakkers ·
19,5: Nieuwkerken-Waas ·
22,7: Sint-Niklaas ·
25,3: Sint-Niklaas-West ·
26,2: Valk ·
27,1: Belsele ·
28,7: Sinaai ·
32,0: Heiken ·
35,7: Lokeren ·
38,4: Staakte ·
41,5: Zeveneken ·
43,6: Beervelde ·
46,8: Lochristi ·
49,5: Destelbergen ·
51,2: Westveld ·
53,0: Oostakker ·
?: Gent-Waas ·
55,8: Gent-Dampoort
Destelbergen · Drongen · Drongensesteenweg · Gentbrugge · Gent-Dampoort · Gent-Heirnis · Gent-Muide · Gent-Noord · Gent-Oost · Gent-Rabot · Gent-Rodenhuize · Gent-Sint-Pieters · Gent-Waas · Gent-Zeehaven · Gent-Zuid · Halewijn · Ledeberg · Merelbeke · Oostakker · Sint-Amandsberg-Westveld · Sint-Denijs-Westrem · Wondelgem